# Championnat de Tchécoslovaquie de football 1966-1967
Navigation
Saison précédente Saison suivante
La saison 1966-1967 du Championnat de Tchécoslovaquie de football est la 36e édition du championnat de première division en Tchécoslovaquie. Les quatorze meilleurs clubs du pays se retrouvent au sein d'une poule unique, la First League, où les formations s'affrontent deux fois, à domicile et à l'extérieur. À l'issue du championnat, les deux derniers du classement sont relégués et remplacés par les deux meilleurs clubs de II. Liga, la deuxième division tchécoslovaque.
C'est le club du AC Sparta Prague qui termine en tête du classement du championnat avec quatre points sur le SK Slovan Bratislava et cinq sur le Spartak Trnava. C'est le 16e titre de champion de Tchécoslovaquie de l'histoire du club qui manque le doublé après sa défaite en finale de la Coupe de Tchécoslovaquie face au Spartak Trnava.

## Les 14 clubs participants
| - Dukla Prague - AC Sparta Prague - FK Inter Bratislava - SK Slovan Bratislava - Jednota Trencin - Jednota Žilina - Promu de II. Liga - VSS Kosice | - Spartak ZJŠ Brno - Spartak Hradec Králové - Lokomotiva Kosice - FC Bohemians Prague - Promu de II. Liga - Sklo Union Teplice - SK Slavia Prague - Spartak Trnava |

## Compétition

### Classement
Le barème utilisé pour établir le classement est le suivant :
- Victoire : 2 points
- Match nul : 1 point
- Défaite : 0 point

| Rang | Équipe                  | Pts | J  | G  | N | P  | Bp | Bc | Diff |
| ---- | ----------------------- | --- | -- | -- | - | -- | -- | -- | ---- |
| 1    | AC Sparta Prague        | 39  | 26 | 18 | 3 | 5  | 53 | 21 | +32  |
| 2    | ŠK Slovan Bratislava    | 35  | 26 | 14 | 7 | 5  | 33 | 17 | +16  |
| 3    | FC Spartak Trnava (C)   | 34  | 26 | 16 | 2 | 8  | 53 | 26 | +27  |
| 4    | Dukla Prague (T)        | 33  | 26 | 15 | 3 | 8  | 52 | 27 | +25  |
| 5    | SK Slavia Prague        | 30  | 26 | 12 | 6 | 8  | 39 | 37 | +2   |
| 6    | Jednota Trenčín         | 29  | 26 | 11 | 7 | 8  | 40 | 29 | +11  |
| 7    | Jednota Žilina (P)      | 26  | 26 | 9  | 8 | 9  | 43 | 41 | +2   |
| 8    | VSS Košice              | 24  | 26 | 9  | 6 | 11 | 27 | 26 | +1   |
| 9    | Sklo Union Teplice      | 22  | 26 | 9  | 4 | 13 | 23 | 36 | -13  |
| 10   | FK Inter Bratislava     | 21  | 26 | 9  | 3 | 14 | 36 | 36 | 0    |
| 11   | FC Bohemians Prague (P) | 20  | 26 | 8  | 4 | 14 | 24 | 52 | -28  |
| 12   | FC Lokomotíva Košice    | 18  | 26 | 6  | 6 | 14 | 16 | 46 | -30  |
| 13   | Spartak ZJŠ Brno        | 17  | 26 | 7  | 3 | 16 | 24 | 49 | -25  |
| 14   | Spartak Hradec Králové  | 16  | 26 | 5  | 6 | 15 | 28 | 48 | -20  |

|  | Qualification pour la Coupe d'Europe des clubs champions 1967-1968                                |
|  | Qualification pour la Coupe des Coupes 1967-1968                                                  |
|  | Qualification pour la Coupe des villes de foires 1967-1968                                        |
|  | Relégation en II. Liga                                                                            |
|  | (T) Tenant du titre (C) Vainqueur de la Coupe du Tchécoslovaquie (P) : Promu de deuxième division |

## Bilan de la saison
| Championnat de Tchécoslovaquie de football 1966-1967 |                              |
| Champion                                             | AC Sparta Prague (16e titre) |
| Coupes et trophées                                   |                              |
| Vainqueur de la Coupe de Tchécoslovaquie 1966-1967   | FC Spartak Trnava            |
| Qualifications continentales                         |                              |
| Coupe d'Europe des clubs champions 1967-1968         | AC Sparta Prague             |
| Coupe des Coupes 1967-1968                           | FC Spartak Trnava            |
| Coupe des villes de foires 1967-1968                 | SK Slavia Prague             |
| Promotions et relégations                            |                              |
| Promus en I. Liga                                    | Skoda Plzen                  |
| Promus en I. Liga                                    | FC Banik Ostrava             |
| Relégués en II. Liga                                 | Spartak ZJŠ Brno             |
| Relégués en II. Liga                                 | Spartak Hradec Králové       |